# Louis Charles Barthélémy Sopransi
Louis Charles Barthélémy Sopransi, né le 23 décembre 1783 à Milan (Italie), mort le 27 mai 1814 à Paris, est un général italien de la Révolution et de l’Empire.
Il est le fils d’un premier mariage entre Giovanni Sopransi et Mme Joséphine Carcano-Visconti, comtesse de l’Empire, qui deviendra la maitresse du maréchal Berthier.

## Biographie

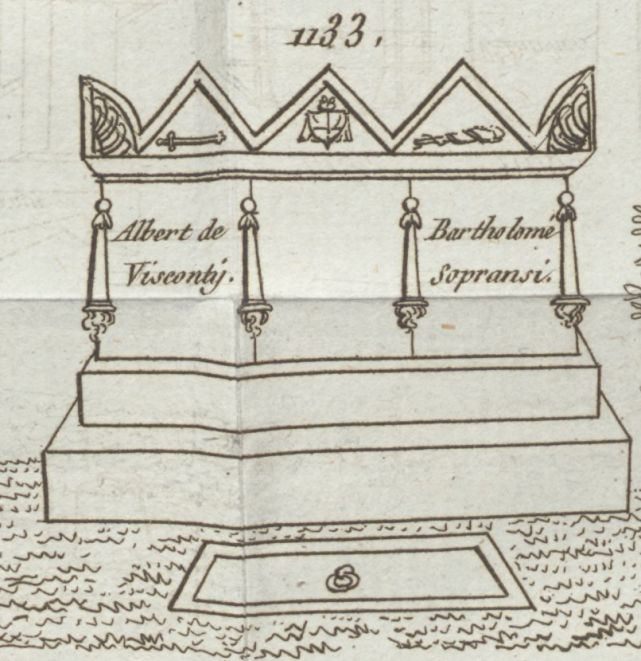
Tombe au cimetière du Père-Lachaise relevée en 1967.

Il entre en service comme volontaire en novembre 1798, au 12e régiment de Hussards. Il est blessé à la bataille de Marengo le 14 juin 1800, et il est promu sous-lieutenant sur le champ de bataille.
Le 1er octobre 1803, il rejoint le 1er régiment de dragons avec le grade de lieutenant, et il est affecté de 1803 à 1805, au camp de Boulogne. Le 1er mai 1805, il est élevé au grade d’adjudant-major, et il est fait chevalier de la Légion d’honneur le 5 juin suivant. Il participe à la campagne d’Autriche, et le 2 décembre 1805, à la bataille d’Austerlitz, il fait prisonnier le général Wimpffen, aide de camp du tsar Alexandre. 
En 1806 et 1807, il fait les campagnes de Prusse et de Pologne. Il reçoit un brevet de capitaine le 6 février 1806, au 4e régiment de cuirassiers, et il est blessé à la bataille d’Iéna le 14 octobre 1806. Le 1er avril 1807, il devient aide de camp du maréchal Berthier, et il passe chef d’escadron le 20 août 1808, au 1er régiment de dragons.
En 1809, il est affecté à l’armée d’Espagne, et il se distingue le 13 janvier 1809, à la bataille d’Uclès, où il prend 6 drapeaux à l’ennemi. Il est fait chevalier de la Couronne de fer le 25 avril 1809. De retour à la Grande Armée pour la campagne d’Autriche, comme aide de camp du maréchal Berthier, il se trouve à la bataille de Wagram les 5 et 6 juillet 1809. Il est créé baron de l’Empire le 6 octobre 1810.
Le 17 février 1811, il est nommé colonel au 21e régiment de chasseurs à cheval, puis le 13 juin suivant, il commande le 7e régiment de dragons. En 1812, il participe à la campagne de Russie, et il est blessé à la bataille de Borodino, le 7 septembre 1812. Il est fait officier de la Légion d’honneur le 11 octobre 1812.
En 1813, il fait la campagne de Saxe, et il se distingue à la bataille de Dresde les 26 et 27 août 1813. Il est promu général de brigade le 13 octobre 1813, et il est blessé le 19 octobre suivant à la bataille de Leipzig. Le 15 novembre 1813, il prend le commandement de la 1re brigade de la 1re division de cuirassiers du 1re corps de cavalerie. Le 5 février 1814, il est affecté au dépôt de cavalerie à Versailles, puis à la 4e brigade du 2e corps de cavalerie.
Il meurt le 27 mai 1814, à Paris, à la suite de blessures subies à la bataille de Leipzig. Il est inhumé au cimetière du Père-Lachaise (9e division). Sa sépulture a été reprise en 1967.

## Dotation
- Le 17 mars 1808, donataire d’une rente de 2 500 francs sur le Mont-de-Milan.
- Le 15 août 1809, donataire d’une rente de 2 500 francs sur Rome.

## Armoiries
| Figure | Nom du baron et blasonnement |
| ------ | --- |
|        | Armes du baron Louis Charles Barthélémy Sopransi et de l'Empire, décret du 15 août 1809, lettres patentes du 11 octobre 1810, officier de la Légion d'honneur Coupé au premier parti d'or et de gueules : l'or à la couleuvre viurée en pal de sinople vomissant un enfant de carnation, surmontée d'un hache en fasce, contournée de sable ; le gueules au signe des barons tirés de l'armée ; au deuxième d'azur au lion passant d'or - Livrées : les couleurs de l'écu ; le verd en bordure seulement. |

## Sources
- (en) « Generals Who Served in the French Army during the Period 1789 - 1814: Eberle to Exelmans »
- Thierry Pouliquen, « Les généraux français et étrangers ayant servis [sic] dans la Grande Armée » (consulté le 9 février 2015)
- « La noblesse d’Empire » (consulté le 9 février 2015)
- Vicomte Révérend, Armorial du premier empire, tome 4, Honoré Champion, libraire, Paris, 1897, p. 258.
- (pl) « Napoléon.org.pl »